# Giulio Da Milano
Giulio Da Milano (Nizza, 1895 – Torino, 1991) è stato un grafico e pittore italiano.
Fu allievo di Giacomo Grosso ed esordì con una personale agli amici dell'arte nel 1927, il suo stile maturo si può dire postimpressionista con chiare influenze Cezeniane fu accostato alle esperienze del gruppo dei 6 di Torino. Si occupò molto di stampa, di impaginazione e di svariate forme di illustrazione tipografica. Insegnò per molti anni alla scuola grafica di Torino.

## Mostre
Tra le mostre cui ha partecipato si ricordano almeno cinque edizioni dell'Esposizione internazionale d'arte di Venezia nel 1930, 1932, 1934, 1936 e nel 1948 e tre della Quadriennale di Roma, ma anche la quadriennale di Torino del 1927 e molte altre. 

## Musei e opere pubbliche
Numerosi musei accolgono le sue opere tra cui Museo Luigi Mallé Dronero, il Comanducci del 1962 riferisce di un quadro Strade di città acquistato dal museo civico di Torino (oggi Galleria civica d'arte moderna e contemporanea) e di un altro quadro Paesaggio con cavalli acquistato dalla Galleria Mussolini di Roma (oggi Galleria d'arte moderna di Roma Capitale).